# Viarom Construct
Viarom Construct este o companie de construcții din România.
Este specializată în domeniul lucrărilor de construcții de drumuri, al intermedierilor în comerțul cu materiale de construcții și în cel al utilajelor și mijloacelor de transport.
În anul 2007, compania Eurovia, parte a grupului VINCI, a achiziționat 80% din acțiunile Viarom Construct.
Număr de angajați în 2007: 122
Cifra de afaceri în 2005: 13,5 milioane euro